# سام هاريسون
سام هاريسون (بالإنجليزية: Sam Harrison) مواليد 24 يونيو 1992 في ويلز، هو دراج ويلزي.

## الميداليات
| الميدالية | المسابقة                               |
| --------- | -------------------------------------- |
| فضية      | بطولة العالم للدراجات على المضمار 2013 |
| برونزية   | بطولة العالم للدراجات على المضمار 2011 |

## روابط خارجية
- سام هاريسون على موقع الاتحاد الدولي للدراجات (الإنجليزية)
- سام هاريسون على موقع أرشيف الدراجات (الإنجليزية)
- سام هاريسون على موقع إحصائيات الدراجات الإحترافية (الإنجليزية)
- سام هاريسون على موقع نسبة الدراجات (الإنجليزية)